# Natalja Tobias
Natalja Viktorivna Tobias-Sydorenko (Oekraïens:Наталія Вікторівна Тобіас) (Serow, 22 november 1980), is een Oekraïense middellangeafstandsloopster, die is gespecialiseerd in de 1500 m. Ze nam tweemaal deel aan de Olympische Spelen en won hierbij één bronzen medaille.

## Loopbaan
Haar eerste succes behaalde Tobias in 2003 met het winnen van een gouden medaille op de 1500 m tijdens de universiade in Daegu. Een jaar later vertegenwoordigde ze haar land op de Olympische Spelen van 2004 in Athene, maar sneuvelde hierbij in de halve finale van de 1500 m met 4.07,55.
Vier jaar later verging het haar beter met het winnen van een bronzen medaille op de Olympische Spelen van 2008 in Peking. Met een persoonlijk record van 4.01,78 op de 1500 m eindigde ze achter de Keniaanse Nancy Langat (goud; 4.00,23) en haar landgenote Iryna Lisjtsjynska (zilver; 4.01,63).
Op 25 juli 2012 werd door het IAAF bekendgemaakt, dat Tobias twee jaar werd geschorst, nadat ze tijdens de wereldkampioenschappen van 2011 betrapt was op het gebruik van synthetisch testosteron.

## Titels
- Universitair kampioene 1500 m - 2003
- Oekraïens kampioene 800 m - 2006
- Oekraïens indoorkampioene 1500 m - 2008

## Persoonlijke records
Outdoor
| Onderdeel      | Prestatie | Datum            | Plaats |
| -------------- | --------- | ---------------- | ------ |
| 800 m          | 2.02,31   | 22 juli 2006     | Kiev   |
| 1000 m         | 2.38,86   | 9 september 2008 | Zagreb |
| 1500 m         | 4.01,78   | 23 augustus 2008 | Peking |
| 1 Eng. mijl    | 4.25,87   | 7 september 2008 | Rieti  |
| 3000 m         | 8.51,32   | 29 juni 2003     | Praag  |
| 5000 m         | 15.52,28  | 3 juli 2003      | Kiev   |
| 3000 m steeple | 9.41,14   | 4 augustus 2007  | Kiev   |

Indoor
| Onderdeel      | Prestatie           | Datum            | Plaats   |
| -------------- | ------------------- | ---------------- | -------- |
| 800 m          | 2.05,77             | 24 februari 2008 | Soemy    |
| 1500 m         | 4.07,26             | 25 februari 2006 | Pireás   |
| 1 Eng. mijl    | 4.31,38 (nat. rec.) | 3 februari 2012  | Orenburg |
| 2000 m         | 5.48,87             | 9 februari 2007  | Leipzig  |
| 3000 m         | 8.59,94             | 18 februari 2012 | Soemy    |
| 3000 m steeple | 9.45,47             | 12 februari 2007 | Soemy    |

## Palmares

### 1500 m
- 2001: 5e Universiade - 4.12,38
- 2003:  Universiade - 4.11,69
- 2005: 5e WK indoor - 4.09,03
- 2006:  Europese Indoorcup - 4.15,39
- 2006:  Europacup - 4.15,36
- 2006: 7e EK - 4.02,71
- 2007: 6e EK indoor - 4.09,62
- 2007: 11e WK - 4.10,56
- 2008:  OS - 4.01,78

### 3000 m
- 2004: 9e Wereldatletiekfinale - 8.54,32
- 2011: 6e EK indoor - 9.02,94
- 2012: 9e WK indoor - 9.00,78